# Nake Island
Nake Island är en ö i Kiribati.   Den ligger i örådet Caroline och ögruppen Linjeöarna, i den västra delen av landet, 4 300 km öster om huvudstaden Tarawa. Arean är 3,2 kvadratkilometer.
Terrängen på Nake Island är mycket platt. Öns högsta punkt är 18 meter över havet. Den sträcker sig 6,1 kilometer i nord-sydlig riktning, och 1,6 kilometer i öst-västlig riktning.